# Castelul Colditz

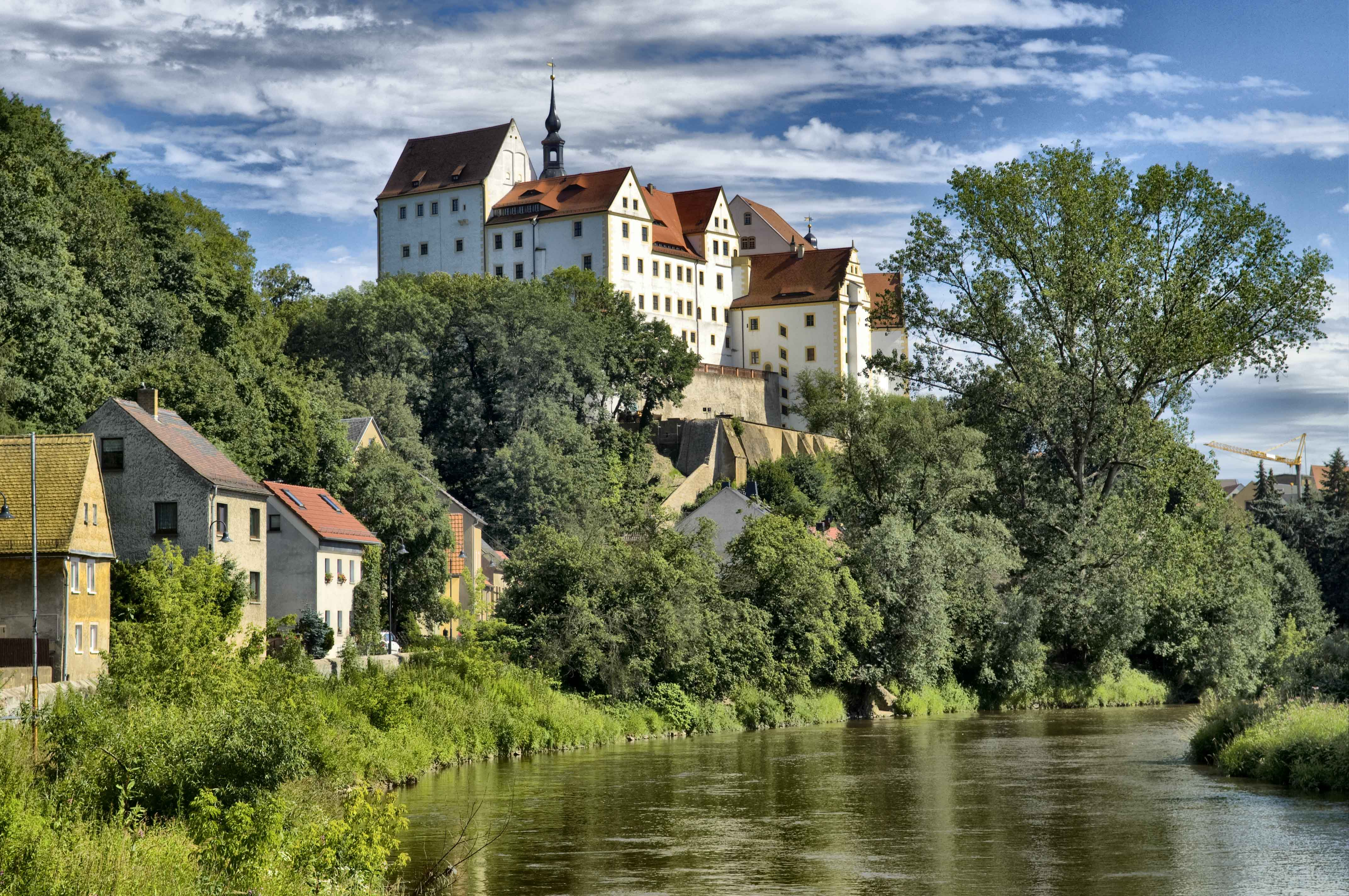
Castelul Colditz de pe râul Mulde în iulie 2011

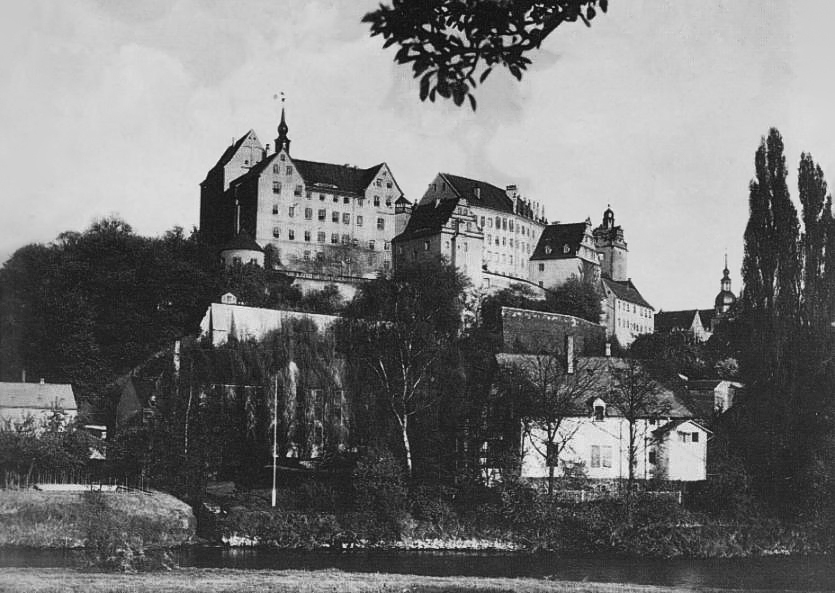
Castelul Colditz în aprilie 1945; fotografie facută de un soldat al Armatei Americane

Castelul Colditz este un castel renascentist în orașul Colditz aproape de Leipzig, Dresda și Chemnitz în landul Saxonia, Germania. Folosit ca o casă de corecție pentru nevoiași și ca spital de boli mintale pentru peste 100 de ani, obține faimă internațională ca lagăr de prizonieri de război în timpul celui de al Doilea Război Mondial pentru ofițerii Aliați de „needucat” care au evadat în mod repetat, din alte lagăre.
Castelul se află între orașele Hartha și Grimma pe un pinten de deal peste Zwickauer Mulde, menționat pentru prima dată în 1523, are una dintre primele grădini zoologice de pe teritoriul german actual.